# 東漸寺 (横浜市磯子区)
東漸寺（とうぜんじ）は、横浜市磯子区杉田にある臨済宗建長寺派の寺院である。正式には霊桐山東漸実際禅寺（れいとうざんとうぜんじつさいぜんじ）という。

## 歴史
正安3年（1301年）、北条宗長（名越流北条氏傍系、北条義時の玄孫）により、桃渓徳悟を開山に迎え建立された。至徳3年（1386年）、五山十刹の制度により関東十刹の第7位に列せられる。

## 文化財
- 梵鐘「永仁の鐘」（国の重要文化財） - 1298年（永仁6年）に鋳物師、物部国光によって造られた。総高127cm、口径70.6cm。
- 仏殿（釈迦堂）（県指定重要文化財） - 1301年（正安3年）に円覚寺永仁再建で活躍した桃渓徳悟（宏覚禅師）が北条宗長を大檀那として建てた。その後の改修により、当初の部材はあまり残っていないが、禅宗様仏殿としては日本でも最古に属する。
- 五輪塔（県指定重要文化財） - 鎌倉時代後期のものと思われる。凝灰岩で造られたが比較的風化が少ない。
- 木造薬師如来坐像（県指定重要文化財） - 元東漸寺塔頭東光庵の本尊である。座高87.4cm

## 所在地
神奈川県横浜市磯子区杉田1-9-1

## 交通
- JR根岸線・金沢シーサイドライン新杉田駅下車徒歩2分、または京急本線杉田駅下車徒歩2分